# Datolite
La  datolite  est une espèce minérale appartenant au groupe des silicates sous-groupe des nésosilicates, de formule CaB(SiO4)(OH)  avec des traces : Mn, Mg, Al, Fe. Il s'agit précisément d'un  hydroborosilicate assez rare, transparent, à éclat vitreux, incolore à blanc, à l'état pur. La formule brute double est parfois usitée, soit Ca2B2(SiO4)2(OH)2.
Outre les masses nodulaires à structure granulaire caractéristique, ce sont le plus souvent des petits cristaux de maille monoclinique comme à Arendal ou à Andreasberg, de l'ordre d'un millimètre, qui sont présents dans les druses de roches éruptives basiques telles que les diorites, kersantites, diabases, gabbros, serpentines, mélaphyres...  Mais des cristaux remarquables peuvent atteindre 12 cm.

## Historique de la description et appellations

### Inventeur et étymologie
La datolite a été décrite par le minéralogiste dano-norvégien Jens Esmark en 1806. Son nom vient du grec scientifique δατεῖσθαι dateisthaï ou datusthaï, « ce qui est partagé » et λίθος lithos, « pierre », en allusion à sa forme massive à structure fréquemment grenue ou granulaire, en (micro ou crypto)cristaux agglomérés, mais apparemment assez distincts par la brillance de ses nombreuses faces à contour pseudo-pentagonal.
Le cristal a longtemps été considéré comme orthorhombique, tant par ses propriétés géométriques, optiques ou d'habitus. 
Elle a reçu le nom de humboldtite par Armand Lévy en 1823 car il avait observé un minéral monoclinique. Le minéralogiste Alfred Lacroix qui le classe définitivement comme monoclinique la nommait également datholite en 1892.
La botryolite est une variété fibreuse en grappe de raison, dite botryoïdale. Il s'agit d'un synonyme parfois usité. 

### Topotype
- Arendal, Norvège

Les gisements miniers de fer d'Arendal, au voisinage de Christiansand, au sud-ouest de la Norvège, étaient très célèbres au XIXe siècle.
La datolite se trouve en lit avec la magnétite, elle apparaît autant sous forme granulaire cristalline que sous forme fibreuse botryoïdale.

## Caractéristiques physico-chimiques
Le minéral datolite dévoile des teintes très variables : incolore, blanc, gris, jaune, marron, vert...  
Sa densité se situe entre 2,9 et 3.
Grâce à sa dureté sur l'échelle de Mohs avoisinant 5,5 et surtout son faciès granulaire tranché, qui acquièrent une belle texture par polissage les plus beaux échantillons sont parfois taillés en gemme.

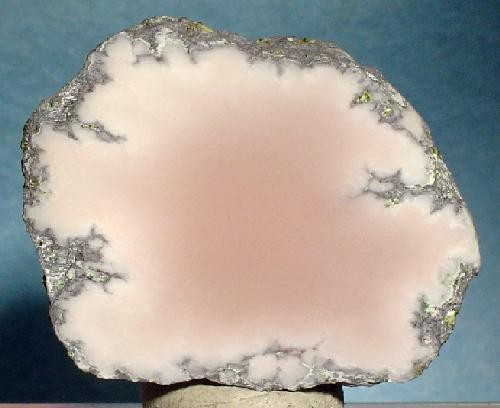
Nodule de datolite poli, mine Quincy de la contrée cuprifère du Michigan, échantillon de taille)

La datolite est attaquée par les acides forts. Elle gonfle et forme une gelée. L'analyse chimique révèle la présence d'acide borique. Ceci permet avec l'absence d'alumine de distinguer l'échantillon des zéolithes, qui parfois l'accompagnent. Le minéral bouillonne au chalumeau. il fond en un verre clair. La couleur au test de flamme est verte.
Chauffé en tube fermé, CaBSiO4(OH) relargue de l'eau visible sur la paroi, puis se décompose en poussières alcalines avant calcination.

### Distinctions cruciales
La datolite se distingue de son analogue minéral calcite, cette dernière étant moins dure et faisant effervescence à l'acide chlorhydrique dilué.
Parmi ses autres analogues, l'apophyllite est moins dure, présente des éclats différents et surtout un clavage parfait, alors que la danburite présente d'autres clivages.

### Cristallochimie
Les petits cristaux aplatis sur gangue peuvent atteindre la taille de 4 mm, quatre fois plus importante que les petits cristaux d'Arendal en Norvège ou de la montagne saint Andréas dans le Harz. Ils sont généralement transparents. Ils ont une cohésion cassante, et engendrent facilement des poussières blanches.
Les petits cristaux sont rares dans les gisements métallifères et les roches granitiques.
Les cristaux prismatiques sont généralement courts, mais ils peuvent être tabulaires et épais, équidimensionnels, lenticulaires... Les masses sont fréquemment grenues, mais aussi fibreuses, compactes, réniformes, microcristallines...
Elle sert de chef de file à un groupe de minéraux isostructuraux, le groupe de la datolite, encore nommé groupe de la gadolinite :
- Bakerite Ca4(H5B5Si3O20)
- Calcybeborosilite-(Y) (REE,Ca)2[](B,Be)2(SiO4)2(OH,O)2 P 21/a 2/m
- Datolite CaBSiO4(OH) P 21/c 2/m
- Gadolinite-(Ce) (Ce,La, Nd,Y)2Fe2+Be2Si2Si3O10
- Gadolinite-(Y) Y2Fe2+Be2Si2Si3O10
- Hingganite-(Ce) (Ce,Ca)2([],Fe)Be2Si2O8[(OH),O]2 P 21/a 2/m
- Hingganite-(Y) Y2([])Be2Si2O8(OH)2 P 21/a 2/m
- Hingganite-(Yb) (Yb,Y)2([])Be2Si2O8(OH)2 P 21/a 2/m
- Homilite Ca2(Fe2+Mg)B2Si3O10

La datolite est aussi isomorphe de l'euclase BeAlSiO4OH P 21/a; 2/m d'un point de vue géométrique.
De larges cristaux de datolite trouvés dans la magnétite de la mine de fer de Haytor dans le Dartmoor en Devonshire, montrent une complète altération en calcédoine : ces matériaux de pseudomorphose, qui ne sont plus de la datolite, se nomment haytorite.

### Cristallographie
Sur la face {001}, il est possible d'observer de fines stries plus ou moins ondulées.
- Paramètres de la maille conventionnelle : {\displaystyle a} = 9,66 Å, {\displaystyle b} = 7,64 Å, {\displaystyle c} = 4,83 Å ; Z = 4 ; V = 356,46 Å3
- Densité calculée = 2,98 g cm−3

Le plan des axes optiques est {010}. Déjà, Alfred Lacroix en 1892 définissait l'ellipsoïde caractéristique des indices de réfractométrie des petits cristaux d'Andreasberg par : 
α=1,626 ; β=1,655 ; γ=1,67 (jaune)
α=1,6248 ; β=1,6535 ; γ=1,667 (rouge)

## Gîtes et gisements
La datolite est un minéral borosilicate de formation secondaire dans les roches basiques ignées, que l'on trouve dans les cavités ou druses, à l'instar des zéolithes qui l'accompagnent parfois. 

### Gîtologie et minéraux associés
Ce corps minéral se trouvent dans les veines et revêtements des cavités de roches magmatiques mafiques. 
La datolite est facilement observable dans les diabases de la vallée du Connecticut. 
Elle se trouve souvent avec la cholérite dans les diabases ou dolérites. 
Il apparaît communément dans les vacuoles des roches volcaniques. Il  accompagne souvent des zéolites dans le basalte. Les géodes de basaltes contiennent parfois aussi des agates en croissance libre.
Il est aussi présents dans les druses des filons métalliques ou de minerais métallifères. Il est commun dans les gisements de cuivre exploités dans la région du lac Supérieur dans l'État du Michigan. Dans cette région cuprifère, la texture rocheuse est finement granulaire et la roche est variablement colorées en bande. L'inclusion variable de l'élément cuivre explique la variation de coloration, tout comme les minéraux diversement associés au différentes étapes de la précipitation hydrothermale. Elle est moins fréquente dans les gisements de magnétite. 
Il est présent dans les gneiss, tout comme dans les schistes à hornblende. C'est un minéral typique des fentes alpines.
Il est enfin bien observable dans les gîtes des skarns borifères. On le retrouve dans les géodes des tuffs; dans les skarns ou les pierres à chaux.

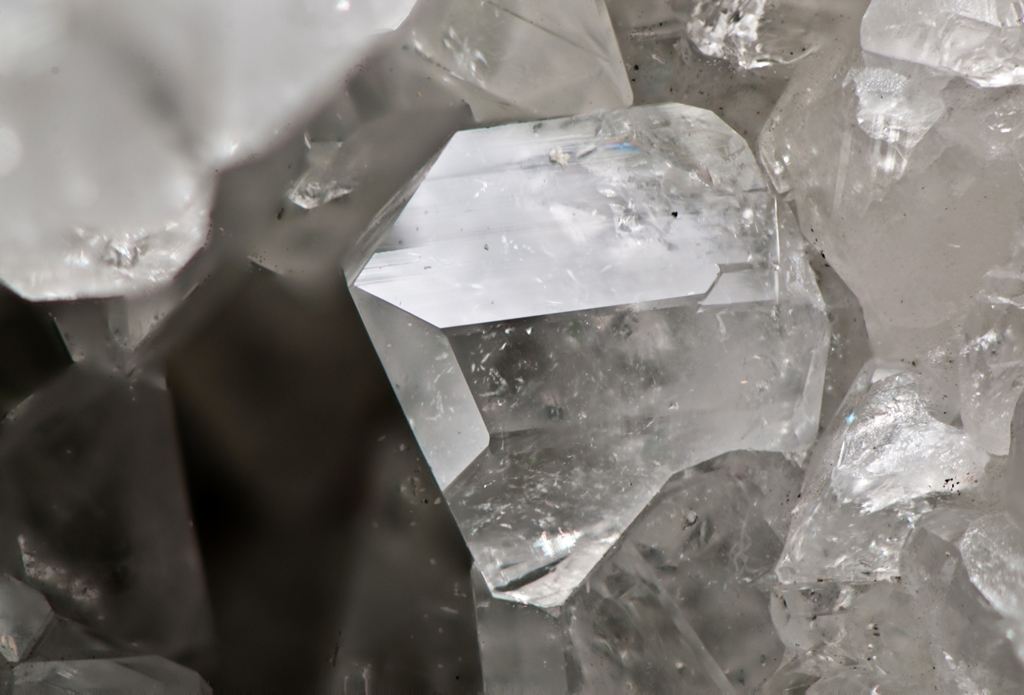
Datolite incolore et transparente, cristaux de 6 mm du col Futa, Firenzuola, Toscane

Elle est associée aux minéraux suivants : axinite, calcite, quartz, danburite, apophyllite, babingtonite, épidote, grenats, prehnite, zéolites, cuivre natif, magnétite.

### Gisements producteurs de spécimens remarquables

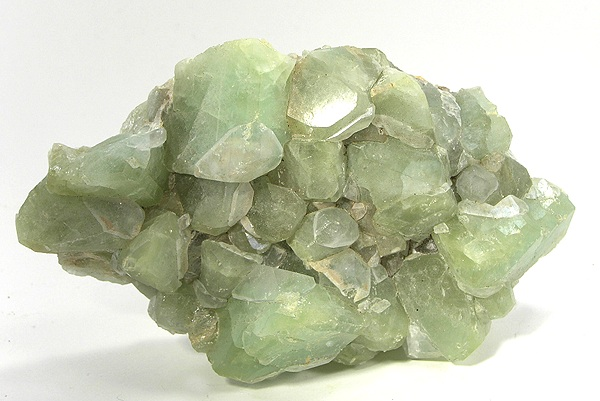
Cristaux centimètriques épais en amas de Dalnegorsk, Russie. taille maximale 12 cm

- Allemagne

Kalisalzgrube, Buggingen, Müllheim, Bade-Wurtemberg
Sankt Andreasberg, massif du Harz , petits cristaux des druses, analogues à ceux topotypes d'Arendal, dans les veines d'argent natif et de diabase
- Autriche

Bleidächer, Obersulzbachtal, Hohe Tauern, Salzburg
- Canada

Daisy mine, Mulgrave-et-Derry, Papineau RCM, Outaouais, Québec
- États-Unis

dans les diabases affouillées par la rivière Connecticut, Connecticut
dépôts cuivreux du lac supérieur tels que la mine Quincy, Michigan
carrière Lane quarry, Westfield, comté de Hampden au Massachusetts (belles cristallisations)

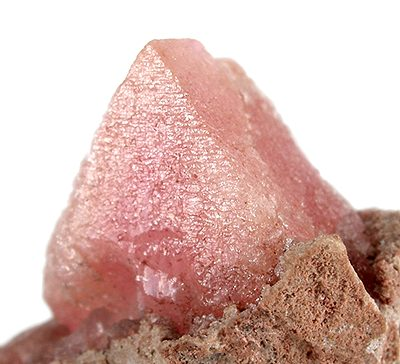
Datolite rose, échantillon de 4 cm de hauteur des Mine Wessels, Kalahari manganese fields, Afrique du Sud

site de Bergen et Paterson au New Jersey
- France

Raon-l'Étape, Vosges, Lorraine
Ancienne carrière de la Pomme de Pin, côte Saint-Dié, col de Sainte-Marie-aux-Mines ou sur Wisembach. selon le géologue Daubrée, le minéral datolite tapisse fréquemment les druses des kersantites, très fréquentes dans ce massif (granito)gneissique.
- Grande-Bretagne

Bishopton dans le Renfrewshire
près Édimbourg
- Japon

mine de cuivre d'Iwato, préfecture de Miyazaki
- Mexique

Charcas, San Luis Potosi, très gros cristaux
- Tchéquie

Moravie
- Cristaux centimètriques épais en amas de Dalnegorsk, Russie. taille maximale 12 cmNorvège

Arendal kommune, Aust-Agder fylke
- Russie

Dalnegorsk, Primorskiy Kray, cristaux exceptionnels
- Australie

Tasmanie, fins spécimens de collection

## Usage

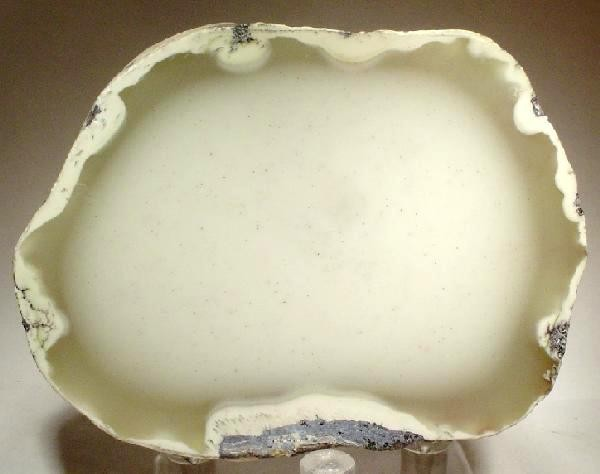
Datolite polie blanche type porcelaine laiteuse, Copper Country, Keweenaw County, Michigan

Minéral de collection relativement dur, elle peut être utilisée comme pierre précieuse et gemme, parfois comme objet support après un polissage.

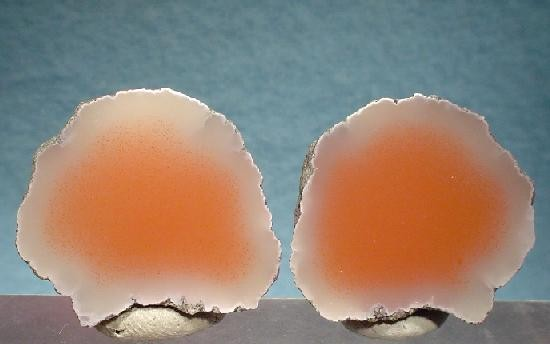
Nodule centimétrique à intérieur orangé de datolite scié en deux puis poli sur la face de coupe, Mine Delaware du Michigan’s Copper Country, comté Keweenaw, Michigan